# 눈물의 마녀
《눈물의 마녀》(이탈리아어: La Terza madre, 영어: The Mother of Tears)는 2007년에 개봉한 이탈리아와 미국의 초자연 공포 영화이다. 다리오 아르젠토가 감독과 공동 각본을 맡았으며, 토머스 더퀸시의 에세이 "심연에서의 탄식"(Suspiria de Profundis)이 원작이다. 《서스페리아》(1977), 《인페르노》(1980)의 뒤를 잇는 어머니 삼부작(Le tre madri) 세 번째이자 마지막 작품이다.

## 줄거리
한 성당에서 19세기 교회 임원 시체가 발굴된다. 관에 연결된 납골 단지 속에선 흑마술을 부리던 고대 마녀 3인조 "세 어머니"의 마지막 생존자인 눈물의 어머니(Mater Lachrymarum)의 튜닉, 단검, 셋을 상징하는 조각상 세 개가 발견된다. 추기경은 이 단지를 로마의 고미술 박물관으로 보낸 뒤 뇌졸중으로 혼수 상태가 된다.
박물관에 도착한 단지가 개봉된 후 보조 학예사는 내장이 파헤쳐진다. 이어 박물관 직원인 미술품 복원 전공생 미국인 세라가 개코원숭이의 몸에 깃든 눈물의 어머니의 하인에게 쫓긴다. 이런 세라 곁에 육신이 없는 목소리가 나타나 세라가 무사히 도망칠 수 있게 인도한다.
로마는 집단 자살, 살인 등으로 혼란에 빠지고, 마녀들의 세가 급증한다. 마녀들은 세라의 남자친구인 학예사 마이클의 아들을 납치하고 이어 마이클도 붙잡는다. 부자는 마녀 집회에서 잡아먹힌다. 마녀와 형사에게 동시에 쫓기던 세라에게 목소리가 다시 나타나 모습을 감추는 방법을 알려준다. 세라는 작고한 어머니의 친우인 백마녀 마르타를 만나 역시 백마녀였던 어머니가 목소리의 주인공임을 알게 된다. 과거 세라의 어머니는 탄식의 어머니(Mater Suspiriorum)를 공격한 뒤 보복으로 세라의 아버지와 함께 교통 사고로 사망했으며, 현재 눈물의 어머니는 제2의 마법 중흥기를 선포하기 위해 로마를 몰락시키려는 속셈이다.
마르타와 동성 연인이 살해된 후 세라는 마이클을 만나 그의 아파트로 가지만 눈물의 어머니가 조종하는 시체에 불과함을 알게 되자 마이클을 불태운다. 세라의 어머니의 영은 마이클을 지옥으로 사라지게 만든다.
세라는 연금술사에게서 "세 어머니" 한 부를 받고 이를 통해 눈물의 어머니와 추종자들의 지하 은신처를 알아낸다. 세라는 자신을 쫓아왔다가 고문을 당한 형사를 치료하고, 창을 써서 눈물의 어머니가 입고 있는 튜닉을 벗겨 근처의 화로에 던진다. 은신처가 무너지면서 눈물의 어머니는 기둥에 꿰뚫려 사망한다. 간신히 빠져나온 세라와 형사는 공포와 안도 속에 웃는다.

## 출연진
- 아시아 아르젠토
- 크리스천 솔리메노
- 다리아 니콜로디
- 우도 키어
- 모란 아티아스
- 애덤 제임스
- 필리프 르루아
- 발레리아 카발리
- 클라이브 리치
- 마시모 사르치엘리
- 준 이치카와

## 기타 제작진
- 자문 제작: 리 윌슨
- 라인 제작: 톰마소 칼레비
- 미술: 프란체스카 보카